# Entre horas
Entre horas es una serie de televisión argentina producida por Magoya Films para la TV Pública Digital, con 13 capítulos, transmitidos en julio de 2012.
Fue elegida para su realización por el INCAA mediante el concurso "Series de Ficciones Nacionales", dentro del “Plan Operativo de Promoción y Fomento de Contenidos Audiovisuales Digitales 2010” (POPFCAD). La miniserie se centra en el trabajo de un psicólogo escolar que trata a alumnos de nivel primario y secundario en un establecimiento público.

## Sinopsis
Entre horas se centra en el trabajo de un joven psicólogo (Agustín Rittano) a cargo de un gabinete psicopedagógico, a partir de lo cual irá involucrándose con las diferentes vivencias de alumnos, profesores y padres que recurren a él. Comprometido con su profesión, el psicólogo tendrá una relación a veces conflictiva con la directora del establecimiento, Andrea Garrote
.

## Reparto
La serie contó con un elenco formado principalmente por actores del teatro independiente argentino, poco conocidos en el ámbito de la televisión abierta.
- Agustín Rittano es Andrés Vatenberg, psicólogo a cargo del Gabinete de Orientación Escolar.
- Andrea Garrote es Paula Cortese, directora del establecimiento.
- Marina Cohen es Mariana, madre de Sofía.
- Madgalena Capobianco es Natalia, estudiante de quince años.
- Marcos Rausch es Mateo, estudiante.
- Rafael Spregelburd es Charly, preceptor.
- Sergio Boris
- Amanda Busnelli es Betty.
- Gabriela Ferrero
- Lorena Vega es Vera
- Naiara Awada es Josefina, hija de quince años de Paula.
- Diego Del Casale es Santiago estudiante con síndrome de Asperger.
- Manuel Fainsod es el chico que le pega a Santiago.
- Flavia Noguera es Juana Gaetán.
- Antonio Ziembrosky
- Mariano Sayavedra es Julio Orsori, profesor de música.
- Irene Amuchástegui es Inés, profesora.

## Lista de episodios
- “Todo sobre las chicas”

Se centra en el personaje de Sofía, una niña de seis años que aparentemente padece serios problemas de adaptación y rebeldía producto de la sobreprotección de Mariana, su madre. La segunda historia se focaliza en el personaje de Natalia, una adolescente que no recuerda si mantuvo o no relaciones sexuales con Mateo, un tímido compañero de curso, en una noche de borrachera. 
En un plano secundario se deja ver entre líneas el nacimiento de una relación entre Andrés, el psicólogo a cargo del Gabinete de Orientación Escolar, y Paula, la directora de la escuela. 
- “Algunos días me iría a una isla desierta”

Andrés entrevista a Natalia, y luego a Mateo, intentando averiguar si realmente mantuvieron relaciones sexuales, mientras recibe una invitación de Paula para ver una obra de teatro que un docente quiere mostrar a sus alumnos, y luego ella le pide ayuda para conseguir un psicólogo que la trate, ya que comenzó los trámites para su divorcio.
- “Todo lo que no se dice”

Andrés consulta a su supervisor acerca de la impotencia que siente, la falta de pasión que siente acerca de su trabajo y un sueño reciente en el cual se vio a sí mismo y a Paula paralizados en la escuela.
Paula y Andrés citan a los padres de Natalia sobre los conflictos de su hija con los compañeros de división, pero él no se anima a relatarles las dudas de la chica sobre si tuvo sexo con su compañero o no. 
Orsori, profesor de música, acude a Andrés saturado por su fracaso como docente y su incapacidad para imponer respeto y orden en las aulas. Le propone escribirle una carta a cada uno de sus alumnos, para poder expresar lo que no puede decirles. Después Andrés se encuentra con Paula, y conversan sobre la salida al teatro que hicieron la noche anterior.
- “Un día imperfecto”

Andrés organiza una sesión compartida entre Mateo y Natalia (quien antes le comenta que visitó al ginecólogo y confirmó que sigue siendo virgen), en donde les propone como disparador que cada uno escriba lo que querría decirle al otro para luego leerlo. Concluye que, si bien ella no merece ser insultada y burlada por sus compañeros, muchas veces tiene actitudes impulsivas que son egoístas o inconscientes acerca de los demás.
Orsori se cruza a Andrés en un pasillo, anunciándole que escribió la carta a sus alumnos que él le había recomendado, y le pide que lo acompañe al aula para ayudarlo cuando les pida que le respondan lo que piensa cada uno de ellos. Pero luego de esceibir notas pensando en Paula, Andrés sale del aula y va hacia la oficina de la directora, aunque se cansa de esperarla mientras ella habla por teléfono, así que sale de la escuela, adonde lo espera Lucía, su pareja.
- “Besos inesperados”

Andrés habla en su consultorio con Juana, una alumna de quinto año que encuentran sentada en la azotea de la casa vecina a la escuela. Ella no tiene dinero para ir al viaje de egresados, pero tampoco tiene buena relación con sus compañeros como para sentirse mal al respecto. Por otro lado, su familia no tiene dinero para pagar al viaje, y sus compañeros eligen darle el pasaje liberado a otra chica.
Después, Andrés llega al despacho de Paula, que trajo a su hija Josefina, y los deja solos porque necesita hacer una llamada. Entonces, la adolescente lo interroga, sabiendo de la salida al teatro que tuvieron juntos, y le deja en claro que para ella, su madre sigue enamorada de su padre.
A lo largo del capítulo, se intercalan fragmentos de una sesión de Andrés con su supervisor, adonde se pregunta si valdrá la pena abandonar a su novia Lucía, a la cual asegura que él no quiere, por Paula. 
Finalmente, cuando Andrés se encuentra a Paula sola en el aula de profesores, le pregunta para qué lo dejó solo con su hija, interpretando que ella pretendía que se conocieran como un paso más para comenzar una relación con él, y luego se besan, pero Paula aprovecha la llegada de Inés, otra docente, para salir.
- “Correr para no pensar”

Andrés recibe en el gabinete a Juana, quien se cortó la muñeca en clase, y habla con él acerca de su mala relación con los docentes, el vínculo entre sus padres divorciados, que no le pagarían el viaje de egresados, y la pelea con su amiga Tuti que habría impulsado su decisión. Finalmente, le marca que debería comenzar una terapia, para definir si el corte fue un accidente o un intento de suicidio.
Después, atiende a Joaquín, un alumno de primaria de ocho años, que tiene un mal desempeño en clase, no hace las tareas, y no trajo la autorización de sus padres para ir a una excursión. Hablando, se entera de la muerte de su hermano mayor con el cual tenía un vínculo muy fuerte, la depresión que sufre su madre y la falta de una figura paterna presente. Luego, lo ayuda a resolver sus deberes y le indica que le podrá pedir ayuda cada vez que lo necesite.
Al final del día, Andrés confronta a Paula por el beso dado en el capítulo anterior, pero ella le responde que se siente confundida y no sabe lo que quiere, así que se retira enojado.
- “Solos y confundidos”

Paula pide a Andrés que atienda a Santiago, un alumno con Asperger que hace dos días no entra a su aula y se dedica a dar vueltas por los pasillos. Santiago es muy inteligente, obsesivo y racionalizador, y le explica que no quiere ir a clases por un compañero le dijo que tiene “un muerto en el ropero”, y él no puede interpretar las metáforas. Mientras, Juana llega a la oficina para entregarle algo, y Andrés tiene que echarla por haberlo interrumpido y por causarle una crisis a Santiago al traer puesta ropa violeta. Luego, cuando logra disuadir a Santiago de llamar a la policía, y escucha el relato completo para explicarle lo que realmente pasó, logra que vuelva al aula.
Juana vuelve al gabinete de Andrés, para anunciarle que cumple dieciocho años, pero no lo va a festejar con nadie. Sólo Tuti la saludó ese día, y ella cree que lo hizo solo por compromiso. También le cuenta que pensaba sacar el registro para conducir ese día, pero su padre no había tenido paciencia para enseñarle, y al discutir en el auto ella había chocado, haciéndose un corte en la frente y dislocando el hombro de su papá. Luego, le entrega a Andrés un regalo, y cuando él intenta marcar los límites del vínculo, Juana le muestra varios blísteres de pastillas que robó a su madre. Andrés le muestra cómo fuerza las situaciones de rechazo con todas las personas de su entorno, y ella se retira enojada.
- “Las patotas”

- “Secretos de colegio”

- “Un día eterno”

- “Un día de furia”

- “Después de hora”

- “Por fin verano”

## Críticas
Marcelo Stiletano, periodista de espectáculos del diario La Nación, le otorgó al primer capítulo la calificación “muy bueno” (cuatro estrellas) y destacó que “Entre horas no apuesta, como suele ocurrir en estos casos, por el transitado andarivel del relato testimonial y aleccionador sobre la crisis de la escuela pública, una tentación que esta vez supo evitarse desde las ficciones apadrinadas por el INCAA. En cambio, elige un camino más riesgoso: interrogarse sobre la falta de comunicación que sus protagonistas, inconscientemente, enfrentan a partir de la falta o del exceso de palabras.” y que “Pese a la rigidez del espacio, las situaciones fluyen y los diálogos (más elaborados que fruto de la improvisación) resultan muy atractivos. El magnífico elenco (...) también respalda esta idea, que se integra al mundo de las ficciones televisivas con un espíritu similar al del buen cine independiente.”
María Iribarren, del diario Tiempo Argentino, celebró “Que La TV Pública ceda su primetime a formas de ficción que alteran la convención para ensayar nuevos dispositivos narrativos, no está nada mal. Supone el inicio de un camino hacia la transformación en una TV plenamente pública, cuyo propósito sea alimentar la imaginación y la conciencia del (ciudadano) que mira.”